# 正覚寺信号場
正覚寺信号場（しょうがくじしんごうじょう）は、大阪市平野区加美正覚寺三丁目にある、西日本旅客鉄道（JR西日本）の信号場である。

## 概要
おおさか東線開業に先立って設置された信号場。おおさか東線の開業日は2008年3月15日であるが、すでに同線としての試運転が行われていたため、同線から分岐する平野駅方の貨物列車用高架線が供用開始された3月9日に開設している。それまで貨物列車は既存の地上線を走行していたため、現行高架線との分岐点に俊徳道信号場が設けられていたが、上記高架線の供用開始により廃止され、貨物列車も当信号場までおおさか東線と同じ高架線を走るようになった。
同線の衣摺加美北駅 - 新加美駅間にあり、ここから片町線支線のまま存続している平野駅への貨物支線（城東貨物南連絡線）が分岐している。この貨物支線は単線となっている。
おおさか東線は大阪外環状鉄道が第三種鉄道事業者として施設を保有（JR西日本とJR貨物は第二種鉄道事業者）しているのに対し、平野駅への貨物支線は引き続きJR西日本が第一種鉄道事業者であるため、その施設保有面での分界点としての役割も担っている。
|                       | ↑ おおさか東線 放出方面                                         |                     |
| ← 関西本線 JR難波方面 | 久宝寺駅 - 平野駅間および久宝寺駅 - 衣摺加美北駅間 構内配線略図 | → 関西本線 加茂方面 |
| 凡例 出典:            |                                                                 |                     |

## 歴史
- 2008年（平成20年）
  - 3月9日：おおさか東線開業に先立ち、片町線貨物支線の俊徳道信号場 - 平野駅間の高架線が供用開始され（当初は貨物列車のみ）当信号場も供用開始。
  - 3月15日：片町線貨物支線の放出駅 - 八尾駅間が廃止され、当該区間は放出駅 - 久宝寺駅間のおおさか東線として改めて開業。当信号場 - 平野駅間は片町線貨物支線のまま存続し、両線の分岐地点となる。

## 隣の駅
西日本旅客鉄道（JR西日本）
 おおさか東線
衣摺加美北駅 - 正覚寺信号場 - 新加美駅
片町線（城東貨物南連絡線）
正覚寺信号場 - 平野駅

### かつて存在した路線
西日本旅客鉄道（JR西日本）
片町線（城東貨物線）
放出駅 - 俊徳道信号場 - 蛇草信号場 - 正覚寺信号場 -  竜華操車場 - （久宝寺駅） - 八尾駅
- 打消線は本信号場設置前に廃止。